# Утрехтська архідієцезія

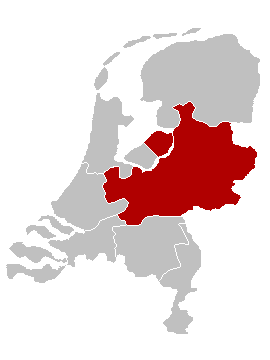
Розташування архідієцезії

Утрехтська архідієцезія (лат. Archidioecesis Ultraiectensis, нід. Aartsbisdom Utrecht) — архідієцезія римо-католицької церкви в Нідерландах. Розташована в східній частині країни, найбільша в країні. Кафедра архієпископа і кафедральний собор св. Катерини розташовані в Утрехті.
Обіймає площу 10 000 км². Налічує 766 000 вірних, 312 парафій.

## Історія
У XVII столітті серед католицького духовенства архиєпархії Утрехта поширилися ідеї галіканізму і янсенізму. Більшість єпархіального духовенства, схильного до галіканізму, підтримувало право обирати свого єпископа. У 1723 році, католицьке духовенство, отримавши дозвіл голландського уряду, зібрало синод, на якому надали собі право обирати єпископа. Бенедикт XIII призупинив рішення цього Синоду, а учасників відлучив від церкви. Ця ситуація призвела до виникнення розколу і появи галіканської церкви в Голландії. Цей розкол існує досі. У 1795 році уряд Нідерландів дозволив всім громадянам, в тому числі і католикам, вільно сповідувати свою віру. 4 березня 1853 в Голландії було відтворена католицька ієрархія і архиєпархія Утрехта стала діяти без всяких перешкод.